# Repülj, repülj, hős magyar pilóta
A Repülj, repülj, hős magyar pilóta vagy Repülj, repülj egy katonainduló, amely a Magyar Királyi Honvéd Légierő pilótáiról szól. Szerzője Wissmüller Károly.

## Szövege
Repülj, repülj, hős magyar pilóta,

Rólad szól a legszebb nóta: magyar nóta!

Ahol leszállsz, magyar kislány vár rád,

Te véded meg Magyarország szent határát!
Refrén:

Felrepül az acélmadár a csillagos égig,

A repülő kisangyalok mosolyogva nézik!

Az Úristen büszke lehet rája,

Hogy a magyar repülőnek nincsen párja!

## Felvételek
- Az induló a magyar királyi honvédség zenekara előadásában

## Kapcsolódó lapok
- Induló
- Magyar Légierő